# Rasonski rajon
Rasonski rajon (ryska: Россонский район, vitryska: Расонскі раён) är ett distrikt i Belarus.   Det ligger i voblasten Vitsebsks voblast, i den norra delen av landet, 230 km norr om huvudstaden Minsk.